# Râul Iezerul Mare, Argeș
Râul Iezerul Mare este unul afluent al Râului Bătrâna. 